# Achaemenes
Achaemenes, Oudperzisch: 𐏃𐎧𐎠𐎶𐎴𐎡𐏁, Haxāmaniš, Oudgrieks:Ἀχαιμένης, Akhaiménēs, Latijn: Achaemenes, is de half-mythische voorouder op wie de afstamming van het koningshuis van het Perzische Rijk van de Achaemeniden terug is te voeren. Achaemenes betekent 'met een vriendelijke ziel'. Van hem is historisch alleen bekend dat hij mogelijk in 681 v.Chr. in Halulina aan de kant van de vijanden van Sanherib streed en dat hij de vader van Teispes was en daarmee de grootvader van Cyrus I.
Het koningsgeslacht van de Achaemeniden is naar hem genoemd, dat zeer rijk was, waardoor hun rijkdom tot een spreekwoord in het oosten is geworden. Zij regeerden de twee eeuwen na hem.

## Griekse schrijvers
Volgens de pseudo-platonische dialoog Alcibiades I (120e) uit de 4e eeuw v.Chr. waren Achaemenes en Hercules zonen van Perseus, zelf Zeus' zoon. Volgens een andere versie was Achaemenes de zoon van Aegeus. Volgens Claudius Aelianus' De Natura Animalium (12.21) uit de 3e eeuw was Achaemenes opgevoed door een adelaar, net als Zal, de vader van Rostam, in de Perzische Shahnameh van Ferdowsi.